# بيل سيدويل
بيل سيدويل (بالإنجليزية: Bill Sidwell)‏ مواليد 16 أبريل 1920 في نيوساوث ويلز، هو لاعب كرة مضرب أسترالي سابق وكان يلعب باليد اليمنى، اعتزل اللعب في 1951. كما أنه أحد أبطال الجراند سلام. أعلى تصنيف له في الفردي كان المركز الـ 10 في سنة 1949.

## النهائيات

### الزوجي (الألقاب 1, الوصافة 4)
| الحصيلة | السنة | البطولة                       | الشريك      | المنافس في النهائي          | النتيجة في النهائي      |
| ------- | ----- | ----------------------------- | ----------- | --------------------------- | ----------------------- |
| الوصافة | 1947  | البطولة الفرنسية              | توم براون   | يوستاس فنين إريك ستارجس     | 4–6, 6–4, 4–6, 3–6      |
| الوصافة | 1947  | ويمبلدون                      | توني موترام | بوب فالكينبورج جاك كرامر    | 6–8, 3–6, 3–6           |
| الوصافة | 1949  | بطولة أستراليا المفتوحة للتنس | جيف براون   | جون بروميتش أدريان كويست    | 6–1, 5–7, 2–6, 3–6      |
| الفوز   | 1949  | بطولة أمريكا المفتوحة للتنس   | جون بروميتش | فرانك سيدجمان جورج رثينجتون | 6–4, 6–0, 6–1           |
| الوصافة | 1950  | ويمبلدون                      | جيف براون   | جون بروميتش أدريان كويست    | 5–7, 6–3, 3–6, 6–3, 2–6 |

### الزوجي المختلط (الوصافة 1)
| الحصيلة | السنة | البطولة                       | الشريك          | المنافس في النهائي           | النتيجة في النهائي |
| ------- | ----- | ----------------------------- | --------------- | ---------------------------- | ------------------ |
| الوصافة | 1948  | بطولة أستراليا المفتوحة للتنس | ثيلما كوين لونغ | نانسي واين بولتون كولين لونغ | 5–7, 6–4, 6–8      |

## وصلات خارجية
- بيل سيدويل على موقع رابطة محترفي التنس (الإنجليزية)
- بيل سيدويل على موقع الاتحاد الدولي لكرة المضرب (الإنجليزية)
- بيل سيدويل على موقع كأس ديفيز (الإنجليزية)
- بيل سيدويل على موقع بطولة ويمبلدون (الإنجليزية)
- بيل سيدويل على موقع خلاصة التنس.كوم (الإنجليزية)
- الموقع الرسمي
- بيل سيدويل في موقع الاتحاد الدولي لكرة المضرب